# Gabriel Baer
Gabriel Baer (1919-1982) est un orientaliste israélien né en Allemagne, spécialiste de l’histoire sociale du Moyen-Orient aux XVIIIe et XIXe siècles, notamment de l’Égypte mais aussi de l’Empire ottoman.

## Biographie
Gabriel Baer est né à Berlin, en Allemagne, le 13 janvier 1919.

### Militantisme
Militant trotskiste dans sa jeunesse, il est membre de la section allemande de la quatrième Internationale ; il se rend en 1933 en Palestine mandataire.
Il fut membre des Hugim Marxistiim (Cercles marxistes) qu’il quitta en 1937 avec Tony Cliff, pour fonder la Brit Kommunistim Mahapchanin (Ligue communiste révolutionnaire), une section de la quatrième Internationale en Palestine.
Sous la signature « S. Munir », il est l’auteur de divers écrits militants sur la situation politique et sociale au Moyen-Orient à la fin des années 1940 et au début des années 1950.

### Carrière universitaire
Il poursuivit des études en littérature arabe et en histoire musulmane à l’université hébraïque de Jérusalem et à l’université américaine de Beyrouth.
À partir de 1954, il enseigna à l’université hébraïque, où il joua un rôle de premier plan dans le développement de l’institut des études asiatiques et africaines. Il forma toute une génération de jeunes chercheurs dont la plupart par la suite enseignèrent dans les universités israéliennes.
Il fonda le périodique Asian and African Studies en 1965 dont il fut le rédacteur en chef jusqu’en 1981. Il fut longtemps celui d’une autre revue scientifique également publiée à Jérusalem, le périodique trimestriel Hamisrah Hehadash (« Le nouvel Orient ») de la Société orientale d'Israël, de 1953 à 1966.
Gabriel Baer est mort à Jérusalem, en Israël, le 22 septembre 1982, laissant derrière lui son épouse Eva Baer, spécialiste de l’art islamique, laquelle l'avait suivi en Palestine mandataire en 1938.

## Prix
En 1976, il obtint le prix Israël de linguistique en arabe

## Publications
La liste des publications de Gabriel Baer a été publiée dans le volume 17 (1983) de la revue Asian and African Studies (pp. 315-321).

### Sous la signature «S. Munir»
- Le Moyen-Orient depuis la guerre de Palestine (1949)[4],
- La lutte anti-impérialiste des masses égyptiennes (1952)[5],
- La fermentation sociale et le coup d’État militaire en Egypte (1952)[6].

### Livres
- (en) A History of Landownership in Modern Egypt, 1800-1950, London, Oxford University Press, 1962, 280 pages
- (en) Egyptian Guilds in Modern Times, Volume 8 de Oriental notes and studies, Hevrah ha-Mizrahit ha-Yiśre’elit, Jerusalem, The Israel Oriental Society, 1964, 192 pages (compte rendu de P. M. Holt dans Bulletin of the School of Oriental and African Studies, vol. 29, issue 1 (février 1966), p. 154)
- (en) Population and Society in the Arab East, International library of sociology and social reconstruction, Praeger, 1964 (nouvelle édition en 1976, chez Greenwood Press, 275 pages)
- (en) Studies in the Social History of Modern Egypt, Publications of the Center for Middle Eastern Studies, no. 4, Chicago, University of Chicago Press, 1969, 259 p. (compte rendu de Roger Owen dans Middle Eastern Studies, vol. 9, No 1, janvier 1973, pp. 115-118)
- (en) Fellah and Townsman in the Middle East: Studies in Social History, London, Frank Cass, 1982, 338 p. (reprend, dans les pages 147-222, ses principaux articles sur les guildes turques)

### Direction d'ouvrage collectif
- (en) Egypt and Palestine : a millennium of association (868-1948), edited by Amnon Cohen and Gabriel Baer, Jerusalem, Ben-Zvi Institute for the Study of Jewish Communities in the East, 1984

### Chapitres d'ouvrages collectifs
- (en) Urbanization in Egypt, 1820-1907, in Beginnings of Modernization in the Middle East, W. R. Polk and R. L. Chambers eds., Chicago, University of Chicago Press, 1968
- (en) Guilds in Middle Eastern History, in Studies in the Economic History of the Middle East, M. A. Cook Ed., London, Oxford University Press, 1970, pp. 11-30
- (en) Ottoman Guilds: A Reassessment, in Social and Economic History of Turkey (1071-1920), Osman Okyar and Halil Inalcik eds., Ankara, Hacettepe University, 1980, pp. 95-102
- (en) Village and City in Egypt and Syria, in The Islamic Middle East (q.v.), Udovitch ed., 1981

### Articles de revues
- (en) Land Tenure in the Hashimite Kingdom of Jordan, in Land Economics, August 1957
- (en) Correspondence, in Middle Eastern Studies, 3, (October 1966), pp. 106-107
- (en) The Administrative, Economic and Social Functions of Turkisk Guilds, in International Journal of Middle East Studies, Vol. I, January 1970, pp. 28-50
- (en) The Dismemberment of Awqāf in Early Nineteenth-Century Jerusalem, in Asian and African Studies, vol. 13 (1979), pp. 220-241
- (en) Monopolies and Restrictive Practices of Turkish Guilds, in Journal of the Economic and Social History of the Orient, Vol. 13, part 2, April 1970, pp. 145-165
- (en) Women and Waqf: An Analysis of the Istambul Tahrir of 1546, in Asian and African Studies, vol. 17 (1983), pp. 9-27
- (en) The Waqf as a Prop for the Social System (Sixteenth-Twentieth Centuries), in Islamic Law and Society, vol. 4, No. 3, 1997, pp. 264-297
- (en) Popular Revolt in Ottoman Cairo, in Der Islam, 54 (1977), pp. 213-242

## Eva Baer
Née en 1920 à Berlin, son épouse, Eva Baer, historienne de l’art, avait comme lui émigré en Palestine en 1938. Elle était spécialiste d’art islamique.